# 12 egy tucat
A 12 egy tucat a Magyar Televízió 1973-ban forgatott, 1974-ben bemutatott fekete-fehér tévéfilmje. A Gaál Albert rendezte 77 perces film valójában három önálló filmetűdöt fűz egy egésszé. Mindhárom történet a párkapcsolati problémák egy-egy szeletét dolgozza fel, hol humorosan, hol több drámai mélységgel, mindannyiszor a tizenkettes szám motívuma köré fűzve a történetet, amit az epizódok címei is tükröznek (12 kilométer, 12 stáció és 12 amatőrkép).

## Cselekmény
|  | Alább a cselekmény részletei következnek! |

### 12 kilométer
Időtartam: 42 perc.
A fiktív kisváros, Mezőszerdahely fiatal postása, Jóska (Benkő Péter) szereti a munkáját. Mindenkihez van egy-két jó szava, a város szépleányaival elévődik, ismeri az emberek örömét és gondját-baját. Délután két óráig rendszerint körbe is biciklizi a várost, hogy aztán a munka végeztével a délutánt menyasszonyával, Kovács Katával (Gór Nagy Mária) töltse. Csak akkor van baj, ha a Kutyaharap-tanyán lakó András bácsinak (Prókai István) kell kikézbesítenie egy küldeményt: a tanya 6 kilométerre fekszik a várostól, az odavezető földút esős időben sáros, száraz időben pedig a bicikli kereke belesüpped a homokba. Jóska számára háromórányi, 12 kilométernyi gyötrelem, és a délutánja is oda. Ez is egy ilyen nap: egy levelet kell kikézbesítenie Kutyaharapra. Szerencséjére azonban Jóska a városban összefut András bácsi unokahúgával, Keserű Esztivel (Andai Kati), akitől megtudja, hogy nagybátyja éppen a városban van. Így Esztire bízhatja a levelet, és köszönetképpen megígéri a lánynak, hogy az aznap esti bálban megtáncoltatja. Évődésüket azonban a szemközti fodrászat ablakából figyelemmel követi Jóska menyasszonya, Kata. Féltékenységében az esti bálban kérdőre vonja a fiút, aki azzal védekezik, hogy Eszti megmentette őt a kutyaharapi kézbesítés 12 kilométernyi gyötrelmétől. Reggeli ígéretét sem feledi, és az utolsó táncra – Kata dühös tiltakozásával nem törődve – felkéri Esztit. A tánc után Kata választás elé állítja Jóskát: ő ezt nem tűri el, vagy őt, vagy a postási munkát választja. A munkáját szerető Jóska habozik, Kata ezt látva dühösen elrohan, és bosszút forral Jóska ellen: másnap bedob a postaládába egy aláíratlan és semmitmondó levelezőlapot, amelyet Kutyaharapra címez meg. Ez így megy napról napra, Jóskának minden napra van egy levelezőlapja Kutyaharapra, amit kötelességtudóan ki is kézbesít. Egyre fáradtabb és dühösebb, menyasszonyával, Katával sem találkozik. Jóska egy nap Keserű Esztivel andalog a Dés partján, a szelíd lány semmiben nem emlékezteti az akaratos Katára. Közeledését azonban a lány visszautasítja: ő nem találkozgat más vőlegényével. Miután Jóska már tizenkétszer megjárta a kutyaharapi utat, András bácsi felesége kórházba kerül, és unokahúga, Eszti költözik ki Kutyaharapra, hogy nagybátyja gondját viselje. Eszti a kikézbesített lapon azonnal felismeri volt iskolai padtársa, Kata kézírását, és felismerését Jóskával is megosztja. A két fiatal romantikus érzelmeket kezd táplálni egymás iránt, a mindennapos kutyaharapi út Jóska számára többé nem gyötrelem, hanem a nap várva várt fénypontja. Jóska már egy hónapja járja Kutyaharapot, amikor Kata véletlenül megtudja, hogy Eszti már harmadik hete kint lakik a tanyán. Az újabb levelezőlapot széttépi, és másnap Jóskának már nincs oka kibiciklizni Esztihez, ehelyett ismét Katával találkozik. Kata városszerte azt híreszteli, hogy Jóska egyetlen füttyentésére visszatért hozzá; ez már a fiatal postásnak is sok. Pár nap elteltével Eszti ír egy levelezőlapot kutyaharapi címzéssel, és kéri meg nagybátyját, hogy adja fel a városban, ugyanakkor Jóska is felad egy dísztáviratot Kutyaharapra, amelyben megkéri Eszti kezét. Másnap boldogan kerékpározik Kutyaharapra, hogy a levelezőlapot és saját dísztáviratát is kikézbesítse. Eszti és Jóska a tanya előtti padon ülve vall szerelmet egymásnak, majd a lány elmondja, hogy az elmúlt napokat töprengéssel töltötte, vajon Jóska hol járhat, hova csöngethet be, kikkel találkozhat, ezért azt kéri tőle, hogy hagyja ott a postát.

### 12 stáció
Időtartam: 11 perc.
A diszkrét taxisofőrnek, Marcinak (Kállai Ferenc) rendszeres fuvarja van: egy decens középkorú nőt (Váradi Hédi) visz el napi rendszerességgel a Viola utca 8. szám alá, szerelmi légyottra. Egy nap, ahogy a Viola utca felé tartanak, egy kereszteződésben autó vág eléjük. Az asszony férje (Tomanek Nándor) pattan ki belőle, átül a taxiba, és arra kéri a taxisofőrt, menjen tovább a felesége által megadott címre. Marci azonban nem áll meg a Viola utca 8. szám előtt, hanem továbbhajt, és a város szélén, egy kálváriánál áll meg. A feleség úgy tesz, mintha mindennap ide járna, és a tizenkét stáció egyikéhez letesz egy csokor virágot, amit Marci előző utasa felejtett a taxiban. A férj bocsánatot kér a feleségétől, amiért nem bízott benne és hűtlenséggel gyanúsította meg. Másnap a szokott időpontban a feleség megérkezik a droszthoz, beül a taxiba, és a „szokásos címre” kéri a fuvart. Marci ismét a kálváriához viszi el az asszonyt, és közli vele, hogy számára mostantól ez a „szokásos cím”.

### 12 amatőrkép
Időtartam: 23 perc.
A kisgyerekes fiatal házaspár, Kati (Gyöngyössy Katalin) és Béla (Bálint András) rutinszerűen élik az életüket. Az anya és kisfia reggel munkába menet integetnek a trolibuszon munkába tartó apának, Kati elviszi fiukat az óvodába, majd ő is a munkahelyére siet. Béla építkezéseken műszaki ellenőr, idejének nagy részét a munka köti le, gyakran csak későn este ér haza. Kati munkahelye egy fotólabor, ahol jó a hangulat: fiatal kollégái évődnek egymással, megosztják szabados életfilozófiájukat, Ferkó (Balázsovits Lajos) pedig még csapja is a szelet Katinak, de az asszony hűvös távolságtartással kezeli mindkét helyzetet. Egy nap egy előhívásra beadott, tizenkét képkockát tartalmazó filmtekercs kerül elé, és ahogy Kati a negatívot nézi, férjét véli felismerni a képeken egy fiatal nő társaságában. A sötétkamrában előhívja a pozitívokat, amelyek valóban Béla és egy ismeretlen nő gyengéd pillanatait örökítik meg. Amikor egy este egy baráti házaspár látogat el hozzájuk, beszélgetésük során felmerül a „mindig és mindenben az előnyösebbet kell választani” filozófiája, legyen szó munkáról, lakásról, vásárlásról. Kati firtatni kezdi a kérdést, hogy ez vajon így van-e a párválasztásban is, és különösen a férjéből igyekszik kihúzni valamiféle állásfoglalást. Nincs egyértelmű válasz, ami megnyugtatná Katit. A beszélgetés végkicsengése, hogy a társválasztás is egyéni érdekeinknek megfelelő döntés, egyrészt taszítja őt, másfelől megérti, hogy Béla – aki korábban már volt nős, és Kati kedvéért vált el – éppen ennek a döntési folyamatnak a közepén van, még nem dőlt el, hogy Kati vagy a fiatal szerető volna-e számára az „előnyösebb választás”. Katinak saját kezébe kell vennie az események irányítását. Amikor a fotólabor üzletterébe kiviszi a tizenkét előhívott fényképet, az ügyfeleket kiszolgáló kolléganőjét megkéri, hogy azonnal szóljon, ha a képekért jönnek. A fiatal nő, Béla szeretője meg is érkezik, és kolléganője hívására Kati áll be a pult mögé, adja át a tizenkét képet tartalmazó borítékot. Ahogy a fiatal nő szedi ki a képeket a borítékból, az egyiken megpillantja Bélát egy számára ismeretlen kisfiú és a pult mögül tekintetét rá szegező nő meghitt társaságában. Saját fényképeik helyett tizenkét családi kép van a borítékban. A két nő némán farkasszemet néz egymással, majd a fiatal szerető a fényképeket otthagyva zavartan elsiet.
|  | Itt a vége a cselekmény részletezésének! |

## Szereplők

### 12 kilométer
- Benkő Péter – Jóska, a postás
- Gór Nagy Mária – Kovács Kata, a barátnője
- Andai Kati – Keserű Eszti
- Prókai István – András bácsi
- Dallos Szilvia – postavezető
- Rajz János – Reinakker Károly
- Siménfalvy Sándor – Muhari bácsi
- Jani Ildikó – Hidas Ilonka
- Borbás Gabi – Lengyel Rózsi
- Szentpál Mónika – Keserű néni

Továbbá: Lóránd Hanna, Létay Klári, Dudás Mari

### 12 stáció
- Kállai Ferenc – Marci, a taxisofőr
- Váradi Hédi – a feleség
- Tomanek Nándor – a megcsalt férj
- Simon Géza – taxisofőr
- Gégény Bertalan – taxisofőr

### 12 amatőrkép
- Gyöngyössy Katalin – Kati
- Bálint András – Béla, a férje
- Bujtor István – Géza, a barátjuk
- Mészöly Júlia – Márti, Géza felesége
- Balázsovits Lajos – Ferkó, Kati kollégája
- Dőry Virág – Zita, Kati kolléganője
- Marsek Gabi – Kati kolléganője
- Lelkes Ágnes – Zsazsa, Kati kolléganője
- Hoffmann Mária – Béla szeretője

## Külső hivatkozások
- 12 egy tucat. YouTube